# Cmentarz ewangelicki „Na Groniczku” w Wiśle
Cmentarz ewangelicki „Na Groniczku” w Wiśle – cmentarz luterański w Wiśle, położony na wzniesieniu w widłach Wisły i jej lewobrzeżnego dopływu, Kopydła, na którym pochowano wielu zasłużonych mieszkańców miasta. Administratorem cmentarza pozostaje parafia ewangelicko-augsburska w Wiśle-Centrum.

## Historia
Cmentarz Na Groniczku został poświęcony 21 listopada 1819 przez ks. Michała Kupferschmida, proboszcza wiślańskiej parafii. Nekropolia o powierzchni 3000 m² została założona na gruncie należącym uprzednio do gospodarza Pilcha.
Pierwszą osobą pochowaną na cmentarzu został Paweł Cieślar z Zadniego Fiedorowa z Malinki, którego pogrzeb odbył się tydzień po otwarciu. Nekropolia w związku z interwencją miejscowego proboszcza rzymskokatolickiego została jednakże zamknięta do stycznia 1820.
Mieszkańcy północnej części Wisły nadal chowali swoich zmarłych na cmentarzu rzymskokatolickim Na Farce, co odbywało się za zgodą władz państwowych.
Na mogiłach na cmentarzu początkowo stawiane były wyłącznie drewniane krzyże. Najstarszy zachowany krzyż metalowy pochodzi z 1876 i znajduje się na grobie Pawła Pilcha. Najstarszy nagrobek z kamienia należy do ks. Michała Kupferschmida i powstał w 1867.
Do powiększenia cmentarza doszło w 1869, 1872, 1902, i 1949, a także latach 70. XX wieku. W 1852 jego teren ogrodzono murem, a w 1888 zasadzono tuje wzdłuż głównej alei. 
Groby na cmentarzu oznaczane były kolorowymi bańkami o średnicy 10–15 cm umieszczonymi na patykach. W lecie 1929 troje dzieci z pensjonatu „Dziechcinka” dokonało jednak zniszczenia około stu baniek. Koszty zostały pokryte przez ich rodziców, nie było jednak możliwości zakupu nowych baniek. W związku z tym zwyczaj ten zaczął zanikać, a ostatecznie został zarzucony w czasie trwania II wojny światowej.
W 1935 r. powstał pierwszy szczegółowy plan cmentarza wykonany przez architekta Franciszka Landeckiego. W 1939 r. wybrukowana została główna aleja, powstał nowy mur oraz brama z metalu.
W 1947 r., staraniem ks. Józefa Szerudy, rozpoczęto budowę kaplicy cmentarnej, której projekt został przygotowany przez Wiesława Śliwkę. Płaskorzeźbę umieszczoną w jej ołtarzu wykonał rzeźbiarz Artur Cienciała. Uroczystość poświęcenia obiektu miała miejsce 29 sierpnia 1948. Rok później na ścianie obok wejścia do kaplicy wmurowano dwie tablice wykonane z marmuru, upamiętniające ofiary II wojny światowej.
Do czasu otwarcia cmentarza komunalnego, Na Groniczku oraz w kwaterze ewangelickiej cmentarza Na Farce odbywały się również pochówki osób innych wyznań niż katolickie i ewangelickie.

## Niektórzy pochowani

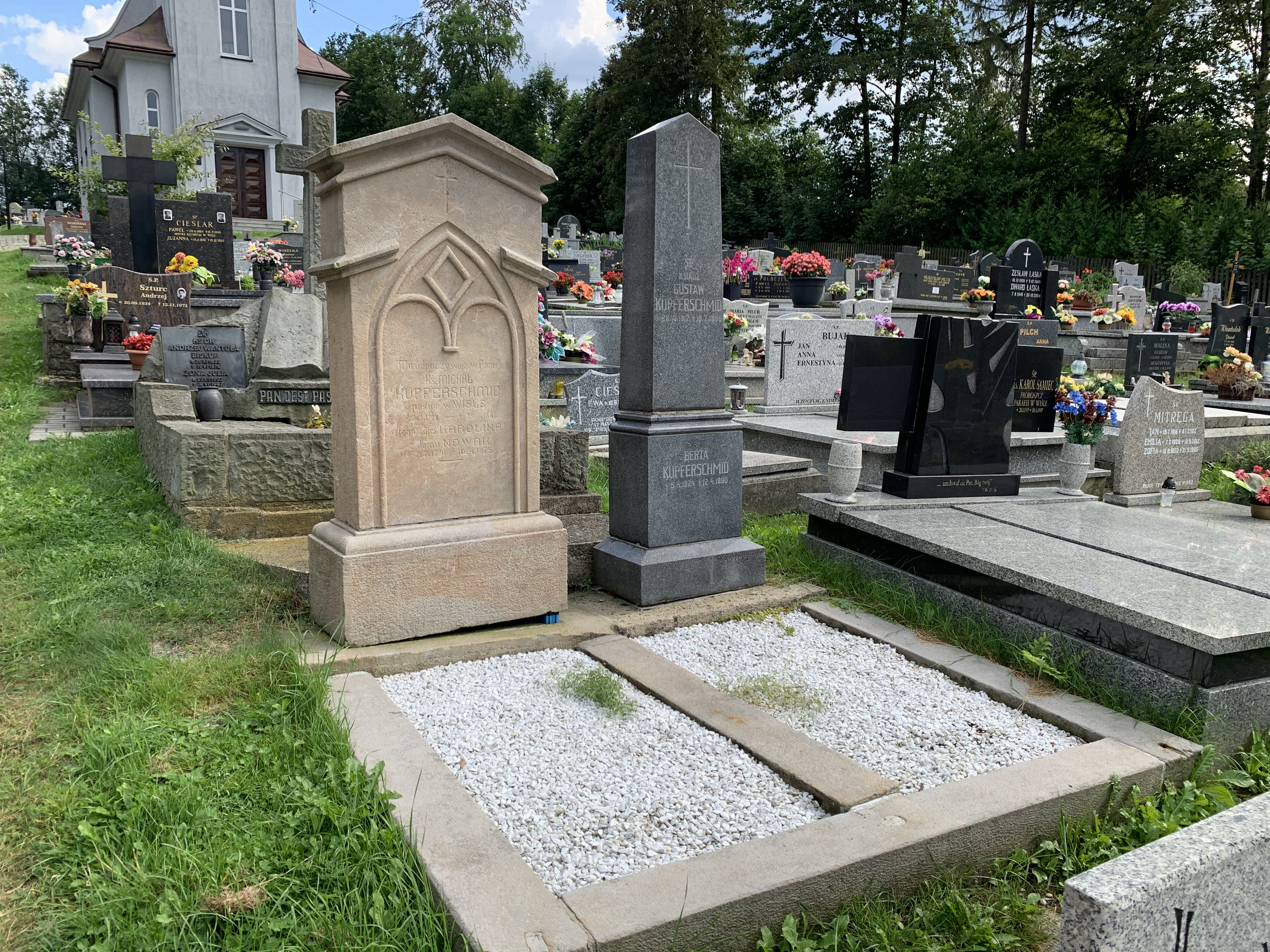
Grób ks. Michała Kupferschmida, najstarszy nagrobek na cmentarzu

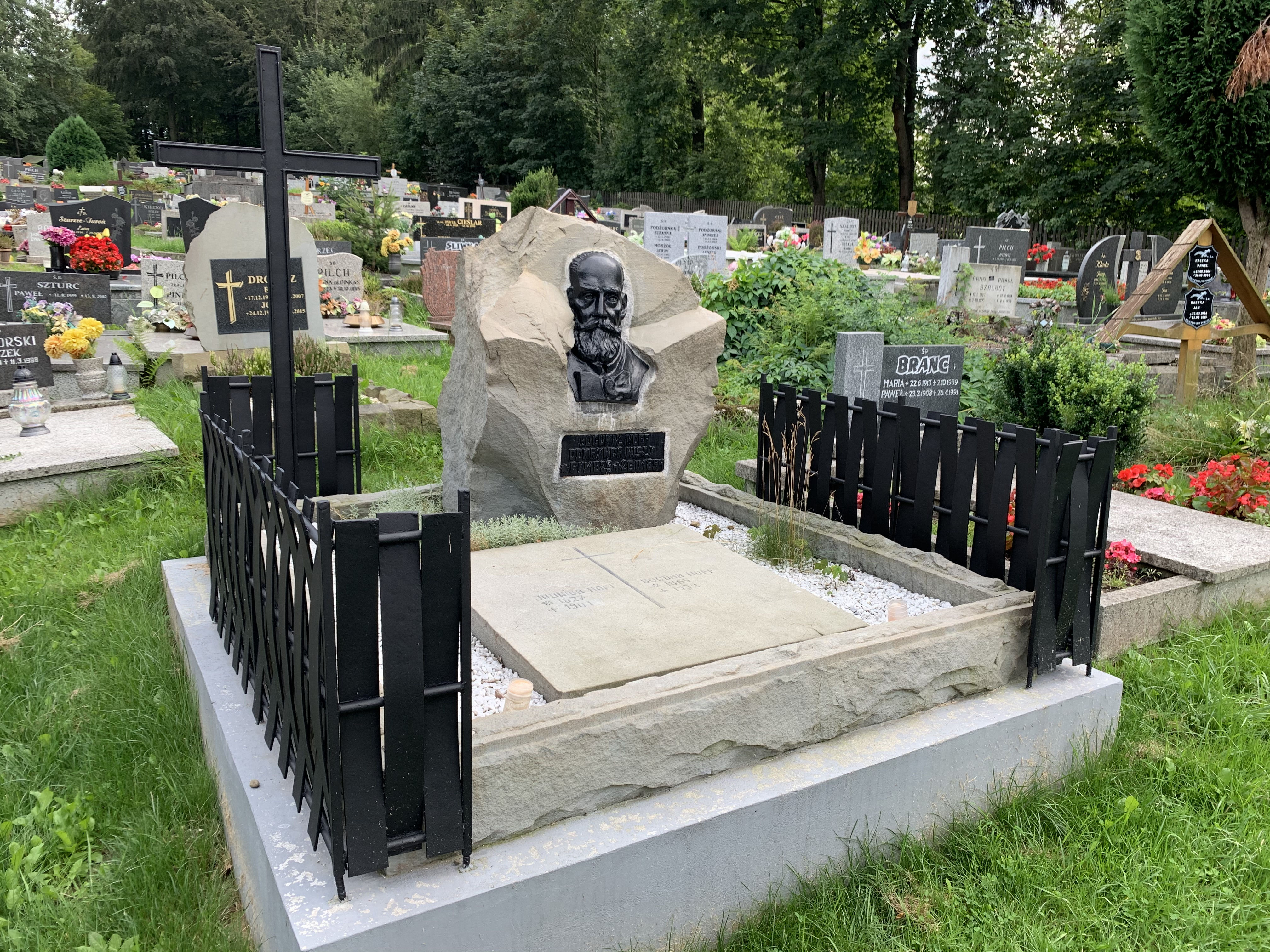
Grób Bogumiła Hoffa i Bogdana Hoffa

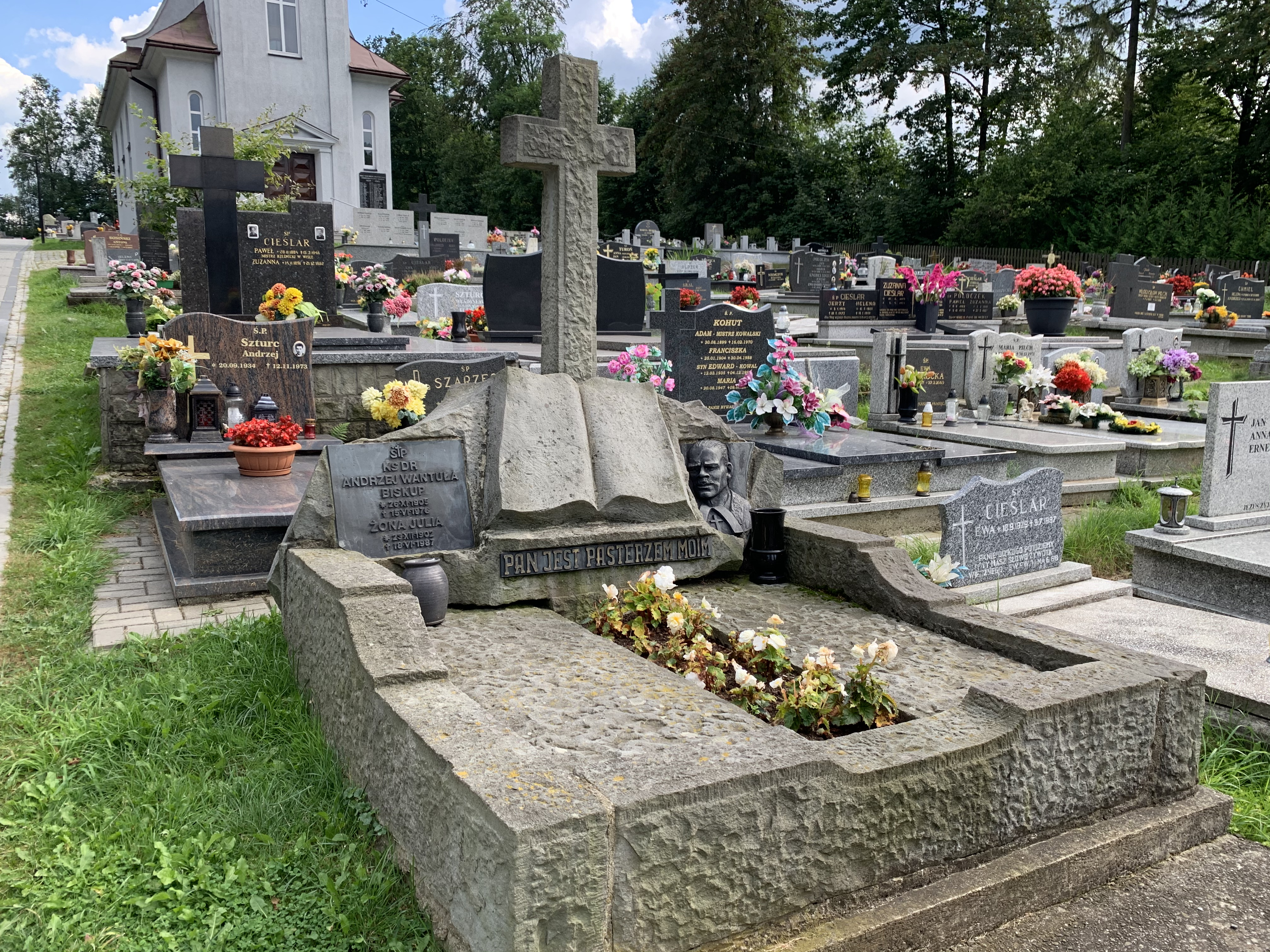
Grób ks. bp. Andrzeja Wantuły

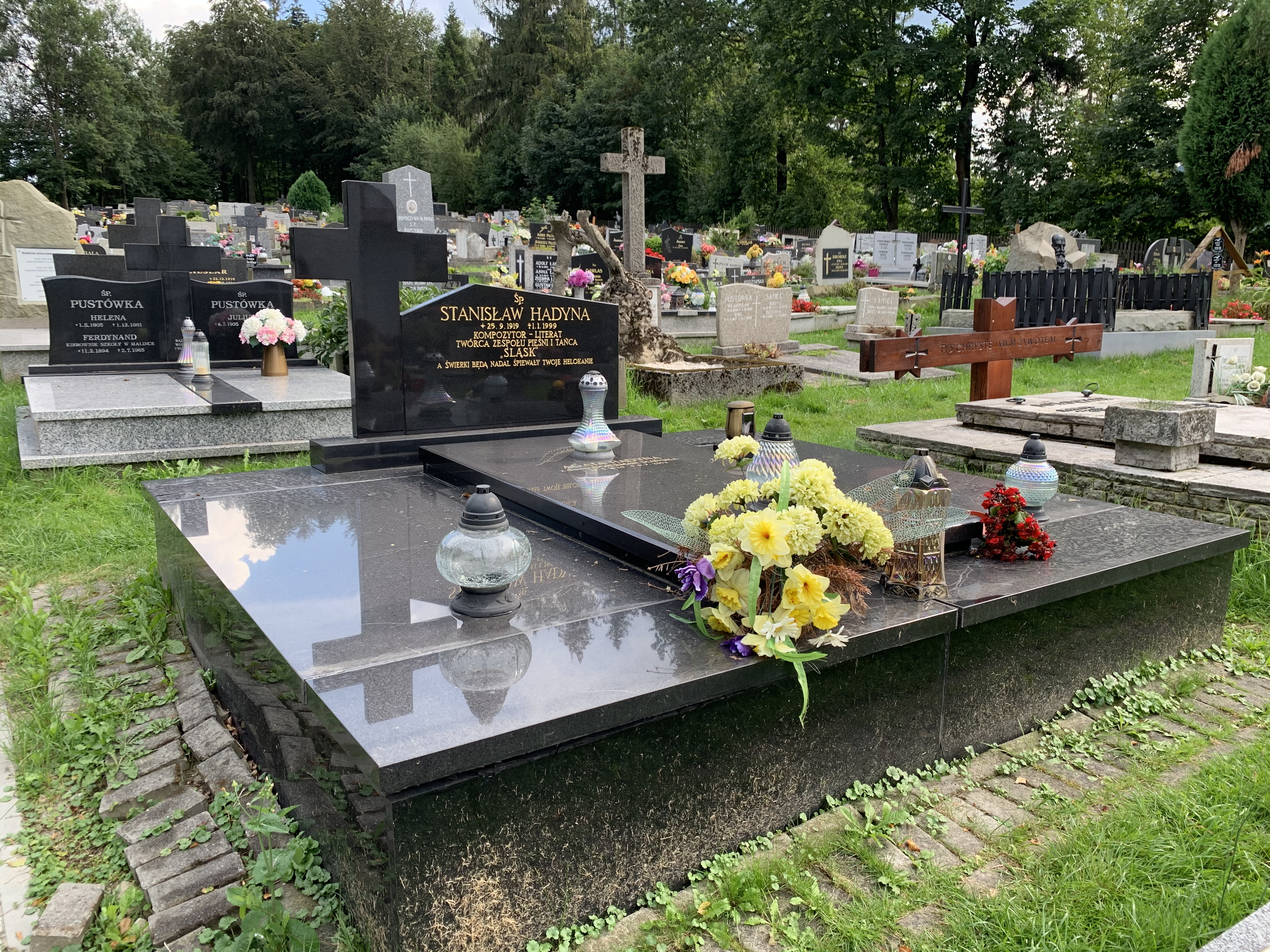
Grób Stanisława Hadyny

- Kazimiera Chobotowa (1897-1976) – nauczycielka, współorganizatorka gimnazjum w Wiśle[5]
- Andrzej Cienciała (1860-1927) – nauczyciel, działacz społeczny[6]
- Andrzej Teofil Cienciała (1892-1952) – nauczyciel, działacz społeczny[7]
- Artur Cienciała (1914-1985) – artysta rzeźbiarz[5]
- Edward Cienciała (1901-1970) – nauczyciel, działacz społeczny[8]
- Paweł Cienciała (1833-1922) – pierwszy aptekarz w Wiśle[9]
- Michał Cieślar (1908–1989) – kupiec, działacz społeczny[10]
- Jerzy Drozd (1907-1981) – nauczyciel, dyrektor Szkoły Muzycznej w Cieszynie, współzałożyciel Zespołu Pieśni i Tańca Ziemi Cieszyńskiej[5]
- Ferdynand Dyrna (1875-1957) – pisarz i poeta ludowy, malarz, aktor, reżyser[11]
- ks. Adolf Frank (1907-1980) – proboszcz parafii ewangelicko-augsburskiej w Wiśle[12]
- Jan Goszyk (1898-1975) – nauczyciel, działacz społeczny[13]
- Józef Goszyk (1865-1955) – inicjator wybudowania szkoły w centrum Wisły i wieloletni jej kierownik[5]
- Stanisław Hadyna (1919-1999) – twórca i wieloletni dyrektor Zespołu Pieśni i Tańca „Śląsk”[5]
- Bogdan Hoff (1865-1932) – architekt, twórca wielu budowli w Wiśle i jej popularyzator[5]
- Bogumił Hoff (1829-1895) – odkrywca Wisły jako letniska i autor szeregu prac na jej temat[5]
- Rudolf Kowala (1910-1994) – działacz sportowy, społecznik[14]
- Janusz Jagucki (1947-2025) - Biskup Kościoła Ewangelicko-Augsburskiego w RP w latach 2001-2010[15][16]
- Robert Kubaczka (1907-1995) – nauczyciel, skrzypek, przewodnik beskidzki[17]
- Paweł Kubisz (1856-1885) – pierwszy nauczyciel szkoły ludowej w Wiśle Czarnym[18]
- Maria Kufa (1904-1995) – pielęgniarka, działaczka społeczna[19]
- ks. Gustaw Kupferschmid (1817-1886) – proboszcz parafii w Wiśle, opiekun oświaty w Wiśle[5]
- ks. Michał Kupferschmid (1783-1867) – przez 44 lata proboszcz parafii w Wiśle, inicjator budowy kościoła parafialnego w Wiśle-Centrum[5]
- Józef Lipowczan (1901-1968) – nauczyciel, działacz społeczny, instruktor narciarski[20]
- ks. Karol Michejda (1880-1945) – duchowny Kościoła Ewangelicko-Ausgburskiego, historyk Śląska Cieszyńskiego, profesor Wydziału Teologii Ewangelickiej Uniwersytetu Warszawskiego[21]
- ks. Jerzy Mrowiec (1860-1941) – proboszcz parafii ewangelicko-augsburskiej w Wiśle, działacz społeczny[22]
- Adam Niedoba (1906-1972) – nauczyciel z Głębiec, założyciel Zespołu Regionalnego „Wisła”, autor nieformalnego hymnu górali wiślańskich „Szumi jawor, szumi...”[5]
- Andrzej Niedoba (1940-2020) – pisarz, publicysta, dramaturg, syn Adama, autor słów do „Szumi jawor, szumi...”[23]
- Kazimierz Nieniewski (1905-1984) – wójt Wisły, podpułkownik Wojska Polskiego[24]
- Jan Pellar (1905-1987) – pedagog, działacz społeczny[25]
- Maria Pilch (1912-1990) – nauczycielka, pisarka, działaczka społeczna[26]
- Władysław Pilch (1923-1996) - profesor, dr hab., inżynier Akademii Górniczo-Hutniczej w Krakowie[27]
- Andrzej Podżorski (1886-1971) – nauczyciel, inicjator powstania i pierwszy kierownik Muzeum Beskidzkiego
- Paweł Poloczek (1928-1990) – działacz spółdzielczy i społeczny[28]
- Ferdynand Pustówka (1894-1965) – nauczyciel, działacz społeczny, folklorysta[29]
- Paweł Pustówka (1868-1926) – nauczyciel, działacz społeczny[30]
- Andrzej Raszka (1835-1901) – nauczyciel, organista, kurator parafii ewangelickiej w Wiśle[31]
- Paweł Raszka (1848-1927) – przez 47 lat wójt Wisły, zwany „Królem Wisły”[5]
- ks. Karol Samiec (1935-1997) –  proboszcz parafii w Wiśle[32]
- Roman Bronisław Sochaczewski (1877-1955) – inżynier chemii, działacz polityczny, przedsiębiorca[33]
- Adam Suszka (1913-1972) – leśnik, działacz spółdzielczy[34]
- ks. Józef Szeruda (1909-1971) – proboszcz pomocniczy parafii ewangelicko-augsburskiej w Wiśle[35]
- Jan Sztwiertnia (1911-1940) – kompozytor, nauczyciel muzyki, ofiara obozu koncentracyjnego w Gusen[5]
- Jan Śniegoń (1819-1880) – nauczyciel, działacz społeczny[36]
- ks. bp Andrzej Wantuła (1905-1976) – proboszcz parafii w Wiśle, biskup Kościoła Ewangelicko-Augsburskiego w Polsce[5]